# Parachironomus limnael
Parachironomus limnael är en tvåvingeart som först beskrevs av Guibe 1942.  Parachironomus limnael ingår i släktet Parachironomus och familjen fjädermyggor.
Artens utbredningsområde är Frankrike. Inga underarter finns listade i Catalogue of Life.